# Ludwinowo (gmina Paszki)
Ludwinowo (lit. Liudvinavas) − wieś na Litwie, w okręgu wileńskim, w rejonie solecznickim, w gminie Paszki, 4 km na północny wschód od Paszek, zamieszkana przez 7 ludzi. 

## Historia
W czasach zaborów folwark w gminie Dziewieniszki, w powiecie oszmiańskim, w guberni wileńskiej Imperium Rosyjskiego. Pod koniec XIX wieku liczył 6 mieszkańców, należał do Umiastowskich.
W latach 1921–1945 folwark leżał w Polsce, w województwie wileńskim, w powiecie oszmiańskim, w gminie Dziewieniszki.
W 1931 w 3 domach zamieszkiwało 19 osób.
Wierni należeli do parafii rzymskokatolickiej w Onżadowie. Miejscowość podlegała pod Sąd Grodzki w Holszanach i Okręgowy w Wilnie; właściwy urząd pocztowy mieścił się w Onżadowie.